# Belgrade Vukovi
Maillots

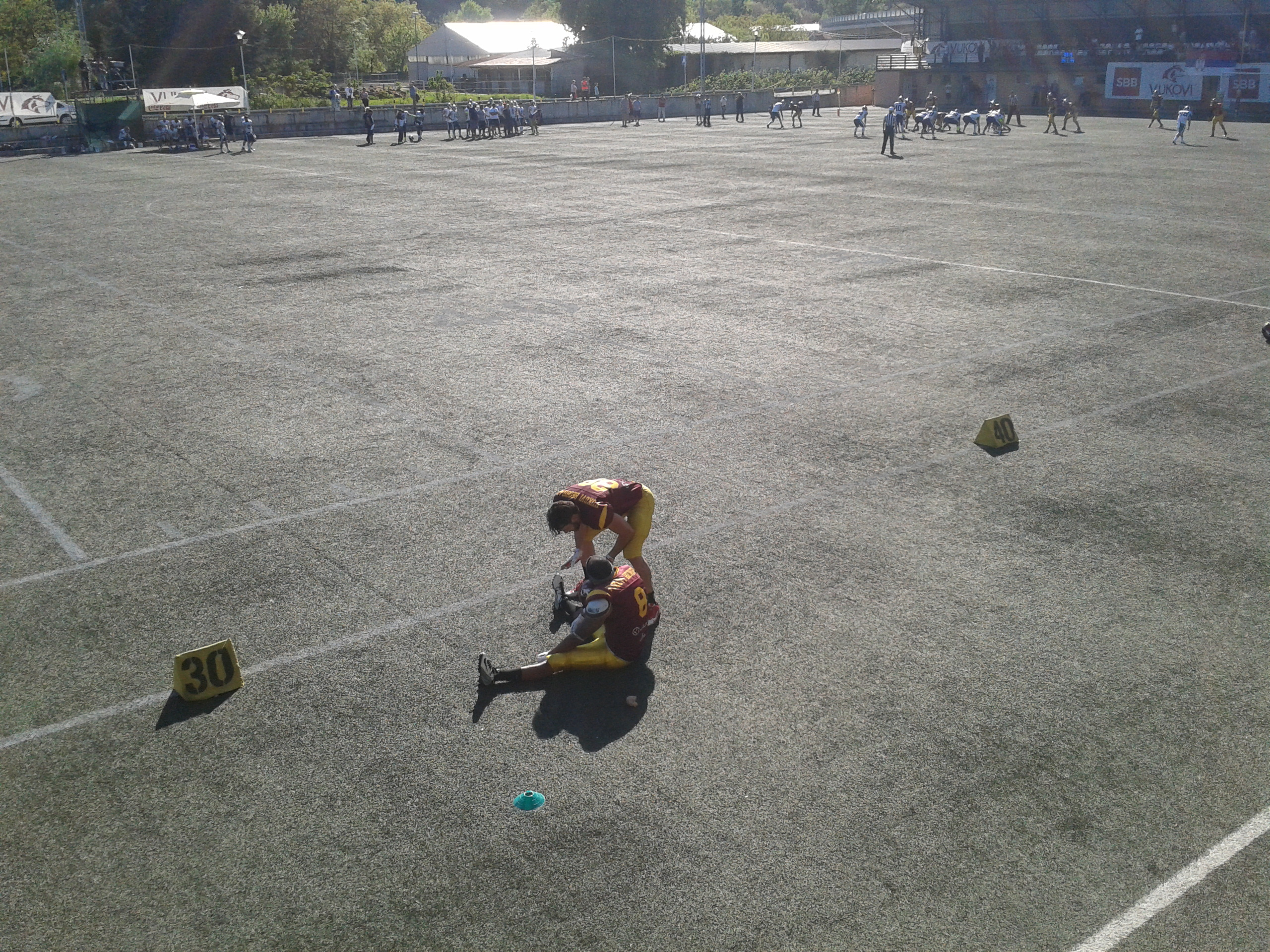
Ligue des Champions IFAF 2016 - Belgrade Vukovi -Milan Seamen

Le Belgrade Vukovi (SBB Vukovi Beograd) est un club serbe de football américain basé à Belgrade.

## Palmarès
- Champion de Serbie (8) : 2005, 2007, 2009, 2010, 2011, 2012, 2013, 2014
- Champion CEFL (Central Europe Football League) (6) : 2007, 2009, 2010, 2011, 2013, 2014
- Vice-champion CEFL (Central Europe Football League) (3) : 2006, 2008, 2012
- Vice-Champion d'Europe (Ligue des Champions) (2) : 2014, 2015[1]